# Hasegawa Ryūsei
Hasegawa Ryūsei (jap. 長谷川 龍生; * 19. Juni 1928; † 20. August 2019 in Tokio) war ein japanischer Lyriker.
Hasegawa schloss sich 1952 der linken Autorengruppe Rettō an. 1958 debütierte er mit dem Gedichtband Paurou no tsuru. Für den Gedichtband Shiteki seikatsu erhielt er 1979 den Takami-Jun-Preis.

## Quelle
- J. Thomas Rimer, Van C. Gessel: "The Columbia Anthology of Modern Japanese Literature: From 1945 to the present", Columbia University Press, 2007, ISBN 978-0-231-13804-8, S. 412
- Eduard Klopfenstein: Weltweite Reisen – wohin, wozu?, Zeitschrift der Schweizerischen Asiengesellschaft, Bd. 55, 2001, doi:10.5169/seals-147518#193, S. 189–199